# Modra nad Cirochou
Modra nad Cirochou je obec na Slovensku v okrese Humenné. Žije zde 984 obyvatel. První písemná zmínka o obci pochází z roku 1333.